# Ateliers de construction de La Meuse
La Société Anonyme des Ateliers de construction de La Meuse, nota semplicemente come La Meuse, è un'azienda meccanica belga.
Fondata con il nome attuale nel 1872, l'azienda si concentrò fino al 1949 sulla costruzione di locomotive a vapore per poi operare nel settore della meccanica avanzata.

## Storia
Le origini dell'insediamento produttivo risalgono al sedicesimo secolo in relazione alla crescente attività di lavorazione dei metalli consentita dalla disponibilità di carbone. Nel 1835 l'attività di lavorazione si trasferì a Liegi, acquisendo la denominazione corrente nel 1872 ad opera di Charles Marcellis, maestro di forgia.
Nel 1889, fu prodotta una locomotiva a scartamento ridotto per uso industriale che riscosse un grande interesse; ne furono prodotte circa 800 unità per molte imprese industriali del Belgio e inoltre per l'Italia, la Yugoslavia, il Marocco, il Congo, la Romania, la Turchia, la Spagna, l'America Latina  e i Paesi Bassi.
Fra il 1888 e il 1949 l'azienda La Meuse costruì 5350 locomotive a vapore.
Cessata tale produzione, l'azienda prosegue nel settore delle caldaie e della meccanica in genere.

## Settori di attività
Dopo la cessazione della produzione di locomotive a vapore, gli Ateliers de la Meuse hanno iniziato ad operare prevalentemente nel mercato delle forniture per centrali nucleari e della meccanica avanzata con tecniche avanzate di trattamento dei materiali e costruzione di manufatti di grandi dimensioni.
Sotto la guida di Bill Collin, l'azienda impiega circa cento persone che operano su due siti per una superficie totale di 25.000 m².

## Locomotive preservate
Della passata produzione restano tuttavia numerosi esemplari di locomotive conservati a scopi museali.
| Numero di fabbrica | Anno | Rodiggio | Scartamento | Precedenti proprietari                                | Luogo di conservazione                                                 |
| ------------------ | ---- | -------- | ----------- | ----------------------------------------------------- | ---------------------------------------------------------------------- |
| 4057               | 1950 | 040T     | 1435 mm     | Miniera André Dumont, Waterschei (AD 08)              | Chemins de fer à vapeur de trois vallées, Mariembourg (ceduta)         |
| 4480               | 1951 | 040T     | 1435 mm     | Miniera André Dumont, Waterschei (AD 09)              | Chemins de fer à vapeur de trois vallées, Mariembourg (fuori servizio) |
| 2806               | 1916 | 030T     | 1435 mm     | Miniera di Monceau-Fontaine, Monceau (MF 83)          | Chemins de fer à vapeur de trois vallées, Mariembourg (fuori servizio) |
|                    | 1950 | 040T     | 1435 mm     | Miniera André Dumont, Waterschei (AD 07)              | Ferrovia turistica Train 1900, Pétange                                 |
|                    | 1909 | 030T     | 950 mm      | Compagnie des Chemins de Fer du Midi de l'Italie (V2) | Ferrovia Circumetnea (n. 14), monumento a Catania                      |
| 1631               | 1900 | 020T     | 600 mm      | Estrada de Ferro Central do Brasil (n. 11)            | Museu do Trem do Engenho de Dentro, Rio de Janeiro                     |
| 1812               | 1908 | 020T     | 1000 mm     | Société de Construction du Port de Bahia              | LP Assessoria Industrial, Votorantim, in restauro                      |
| 1828               | 1903 | 030T     | 1435 mm     | Miniera di Auchel                                     | Ecomusée de la Grande Lande, Marquèze                                  |
| 1971               | 1905 | 030T     | 1000 mm     | Estrada de Ferro do Paraná                            | Esposta come monumento a Londrina                                      |
| 1972               | 1905 | 030T     | 1000 mm     | Estrada de Ferro do Paraná                            | Associação Brasileira de Preservação Ferroviária, Piratuba             |
| 2215               | 1909 | 030T     | 1000 mm     | Amministrazione del porto di Rio Grande (n. 21)       | Museo del porto di Rio Grande                                          |
| 2216               | 1909 | 030T     | 1000 mm     | Amministrazione del porto di Rio Grande (n. 22)       | Esposta come monumento a Santa Maria                                   |
| 2217               | 1909 | 030T     | 1000 mm     | Amministrazione del porto di Rio Grande (n. 23)       | Esposta come monumento alla stazione di Canela                         |
| 2218               | 1909 | 030T     | 1000 mm     | Amministrazione del porto di Rio Grande (n. 24)       | Conservata presso il deposito di Rio Grande                            |
| 2330               | 1911 | 030T     | 1000 mm     | Amministrazione del porto di Rio Grande (n. 15)       | Conservata presso il deposito di Rio Grande                            |
| 2395               | 1912 | 020T     | 1000 mm     | Amministrazione del porto di Rio Grande               | Esposta come monumento a Novo Hamburgo                                 |
| 2402               | 1909 | 030T     | 1000 mm     | Amministrazione del porto di Rio Grande (n. 19)       | Conservata presso il deposito di Rio Grande                            |
| 2403               | 1912 | 030T     | 1000 mm     | Amministrazione del porto di Rio Grande (n. 21)       | Conservata a Capão do Leão                                             |
| 2658               | 1914 | 030T     | 1435 mm     | Compagnie des chemins de fer secondaires du Nord-Est  | Ferrovia turistica Thur Doller Alsace                                  |
| 2828               | 1922 | 020      | 600 mm      | Stabilimento di São José dos Pinhais                  | Proprietà della famiglia Riesemberg, an União da Vitória               |
| 3107               | 1924 | 020T     | 1435 mm     | Officina di Bouchain                                  | Ferrovia turistica Guîtres-Marcenais                                   |
| 3931               | 1938 | 130T     | 600 mm      | Zuccherificio di Maizy                                | Museo dei trasporti di Pithiviers                                      |
| 3932               | 1938 | 130T     | 600 mm      | Zuccherificio di Maizy                                | Ferrovia turistica della vallée de l'Ouche                             |

## Galleria d'immagini

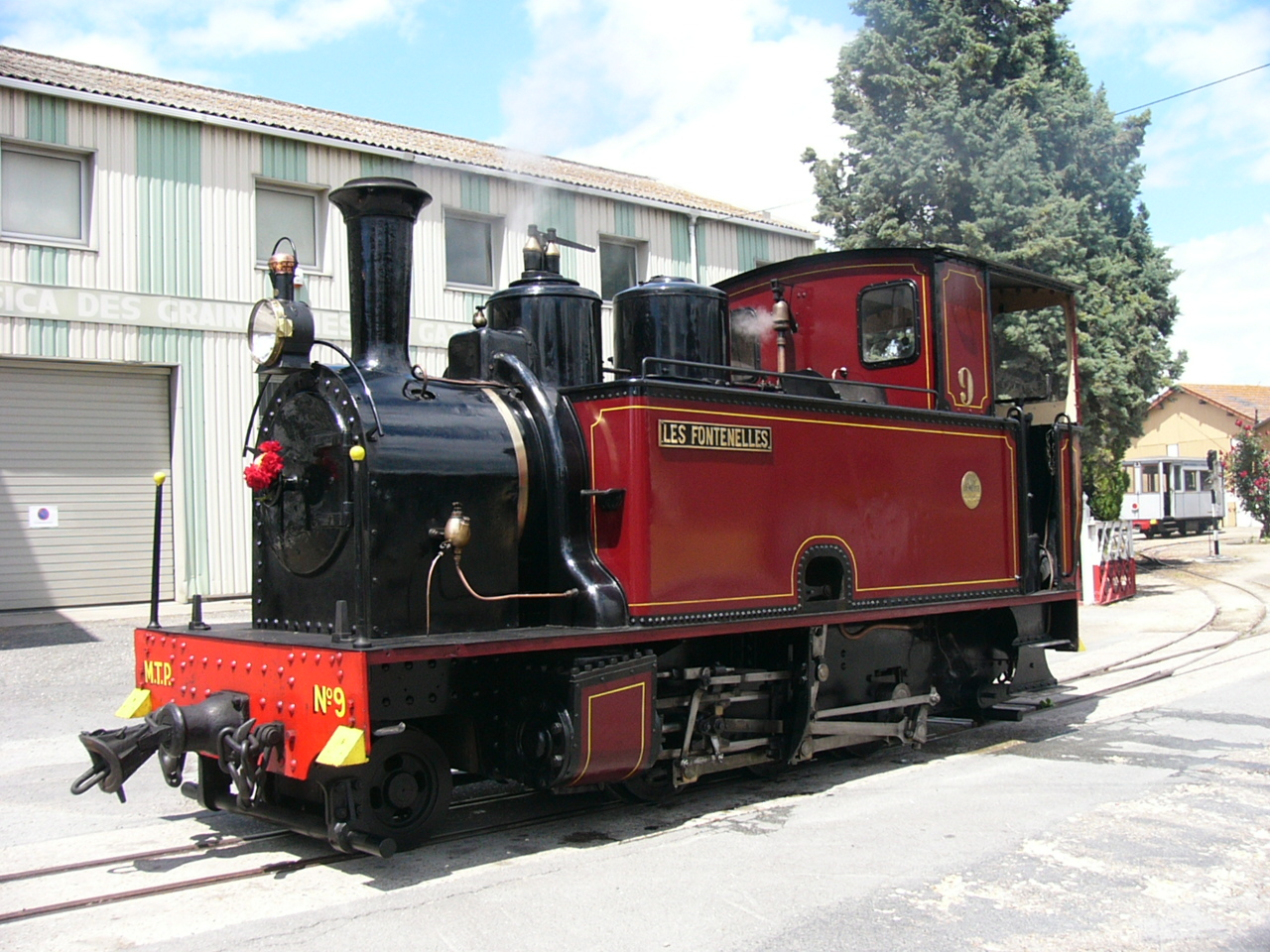
Locomotiva La Meuse presso la stazione-museo di Pithiviers
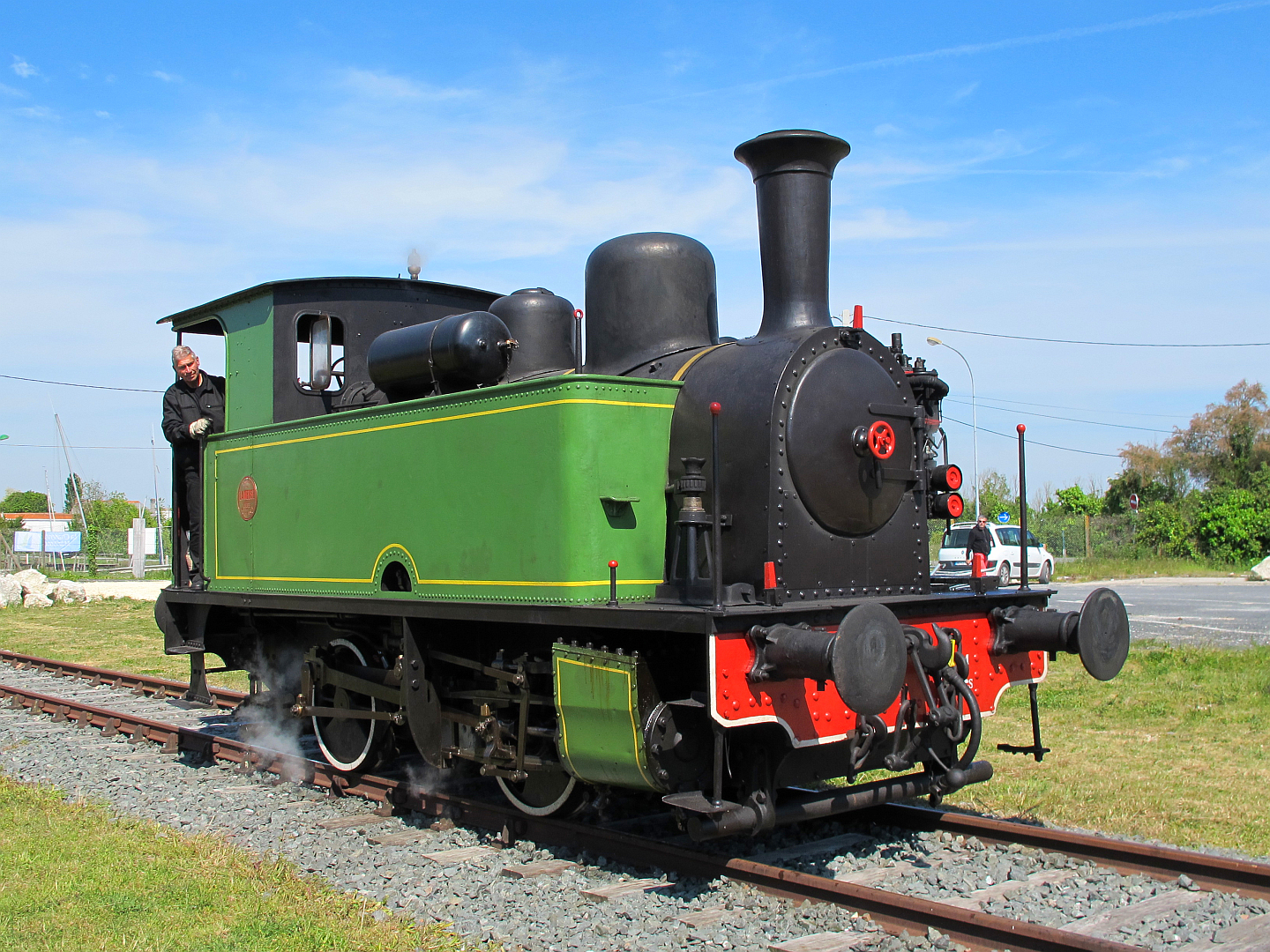
Locomotiva preservata attiva presso la ferrovia turistica Guîtres-Marcenais
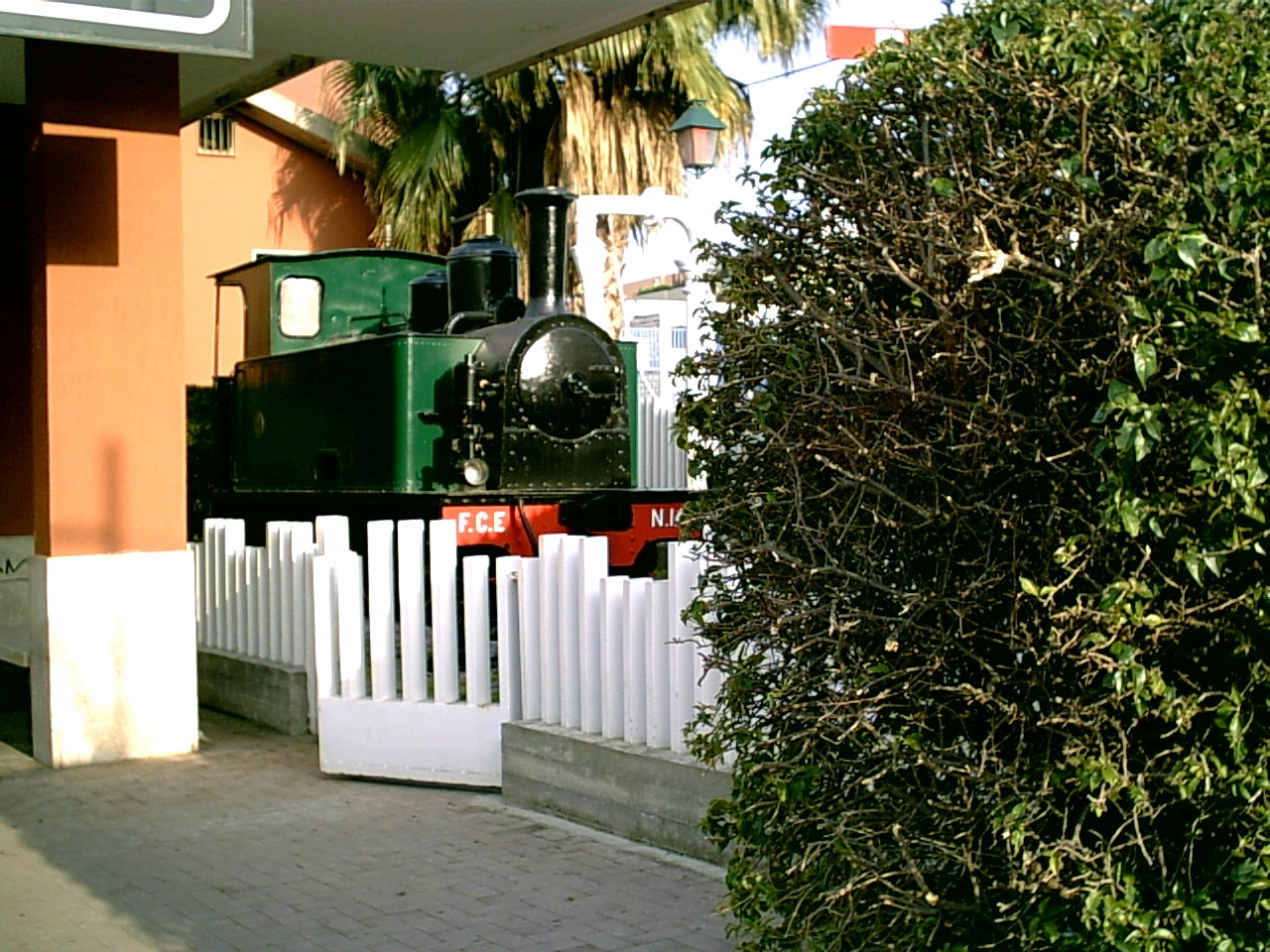
Locomotiva FCE 14 a Catania
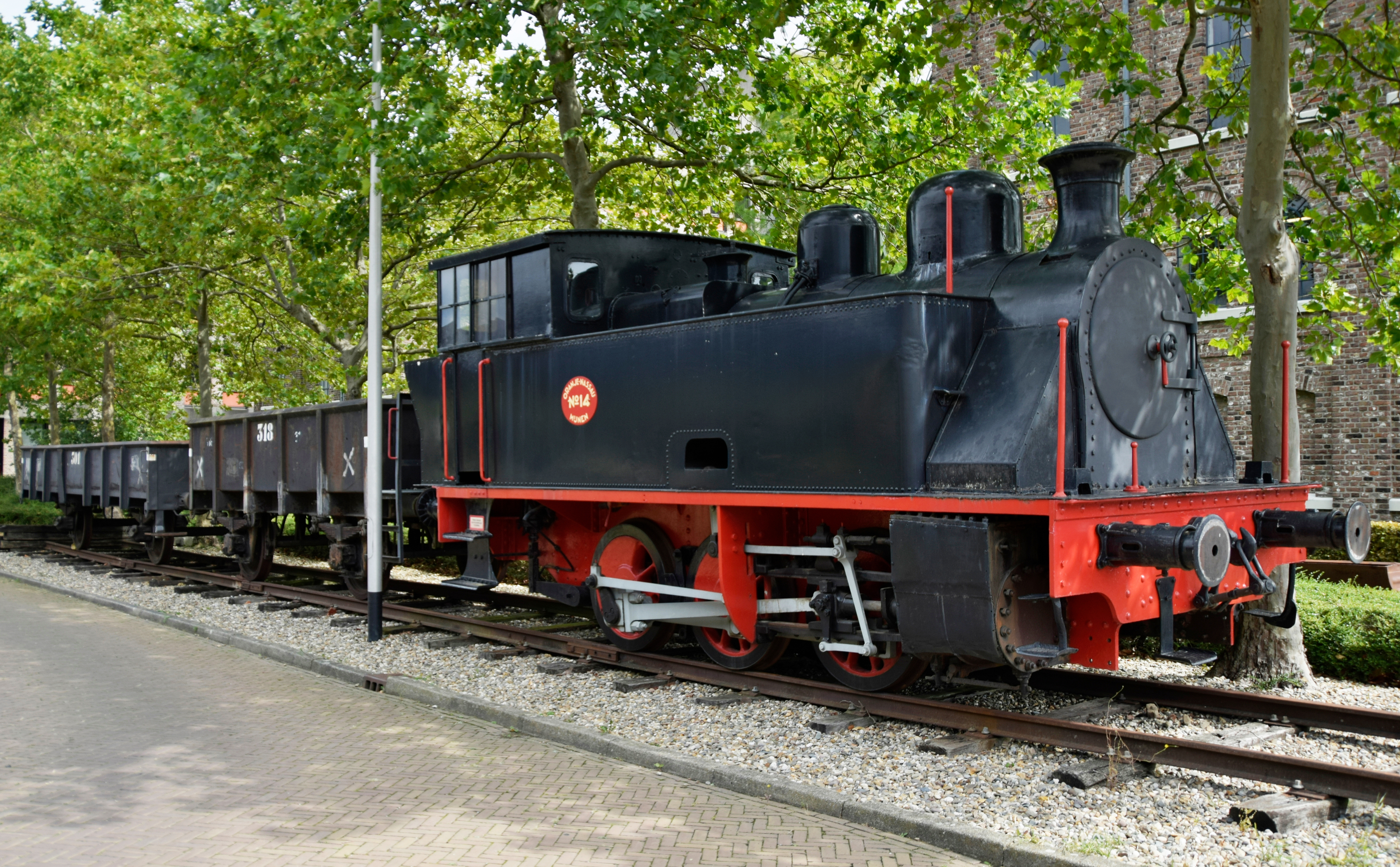
Locomotiva SGB-5 ON-14 a Heerlen